# Collège Érasme
Le Collège Érasme est un édifice situé à Louvain-la-Neuve, section de la ville belge d'Ottignies-Louvain-la-Neuve, en Brabant wallon.
Il abrite la Faculté de philosophie, arts et lettres de l'UCLouvain, l'Institut des civilisations, arts et lettres, l'Institut langage et communication ainsi que la bibliothèque de philosophie, arts et lettres.
Il a également abrité pendant près de 40 ans le « Musée de Louvain-la-Neuve » avant que celui-ci ne s'établisse dans l'ancienne bibliothèque des Sciences et prenne le nom de « Musée L ».
Le 21 mai 1985, le pape Jean-Paul II y a rencontré des représentants de l'ensemble de la communauté universitaire avant de prononcer un discours sur la Grand-Place de Louvain-la-Neuve lors de la dernière journée de sa première visite en Belgique.

## Historique

### Premières phases de construction de la ville
Obligée de quitter la ville flamande de Louvain dans le cadre des lois belges sur l'emploi des langues, l'Université catholique de Louvain jette son dévolu en 1968 sur le plateau agricole situé au nord-est d'Ottignies en Brabant wallon,, où elle fait sortir de terre une ville universitaire entièrement neuve à partir de 1970.
La construction de la ville commence dès 1970 avec le quartier est, qui regroupe le Cyclotron (1970-1972), la place Sainte-Barbe (1970-1972),,,, la Bibliothèque des Sciences (1970-1973),, la place des Sciences (1970-1976) et la place Croix-du-Sud (1974-1975),.
Elle se poursuit en 1975-1977 avec la rue des Wallons et la place des Wallons (1975),,,, la gare de Louvain-la-Neuve, les Halles universitaires (1975-1976), la Grand-Rue et les Auditoires Agora (1977).
La troisième phase des travaux (1979-1981) entraîne la construction de la place Blaise Pascal (1979) et de la Grand-Place de Louvain-la-Neuve (1980-1981).

### Construction des bâtiments du Collège Érasme
Les bâtiments du Collège Érasme qui entourent la place Blaise Pascal sont construits en 1979 par les architectes Jean Cosse et Émile Verhaeghen pour abriter la Faculté de philosophie, arts et lettres de l'Université catholique de Louvain.
On notera que le Collège Érasme occupe non seulement la place Blaise Pascal mais aussi les côtés sud et ouest de la place Cardinal Mercier, comme l'atteste la petite plaque « 1979 » visible sur l'aile du Collège Érasme qui borde cette place. 
À l'époque de sa construction, et durant toutes les années 1980, la place Cardinal Mercier se limitait à un trottoir qui longeait les bâtiments du Collège Érasme. Ce n'est qu'en 1996-1999 que cette place sera pavée et complétée par le Collège Désiré Mercier et le Collège Albert Michotte, bâtis par Jean Cosse pour donner la réplique au premier bâtiment.

### Musée de Louvain-la-Neuve

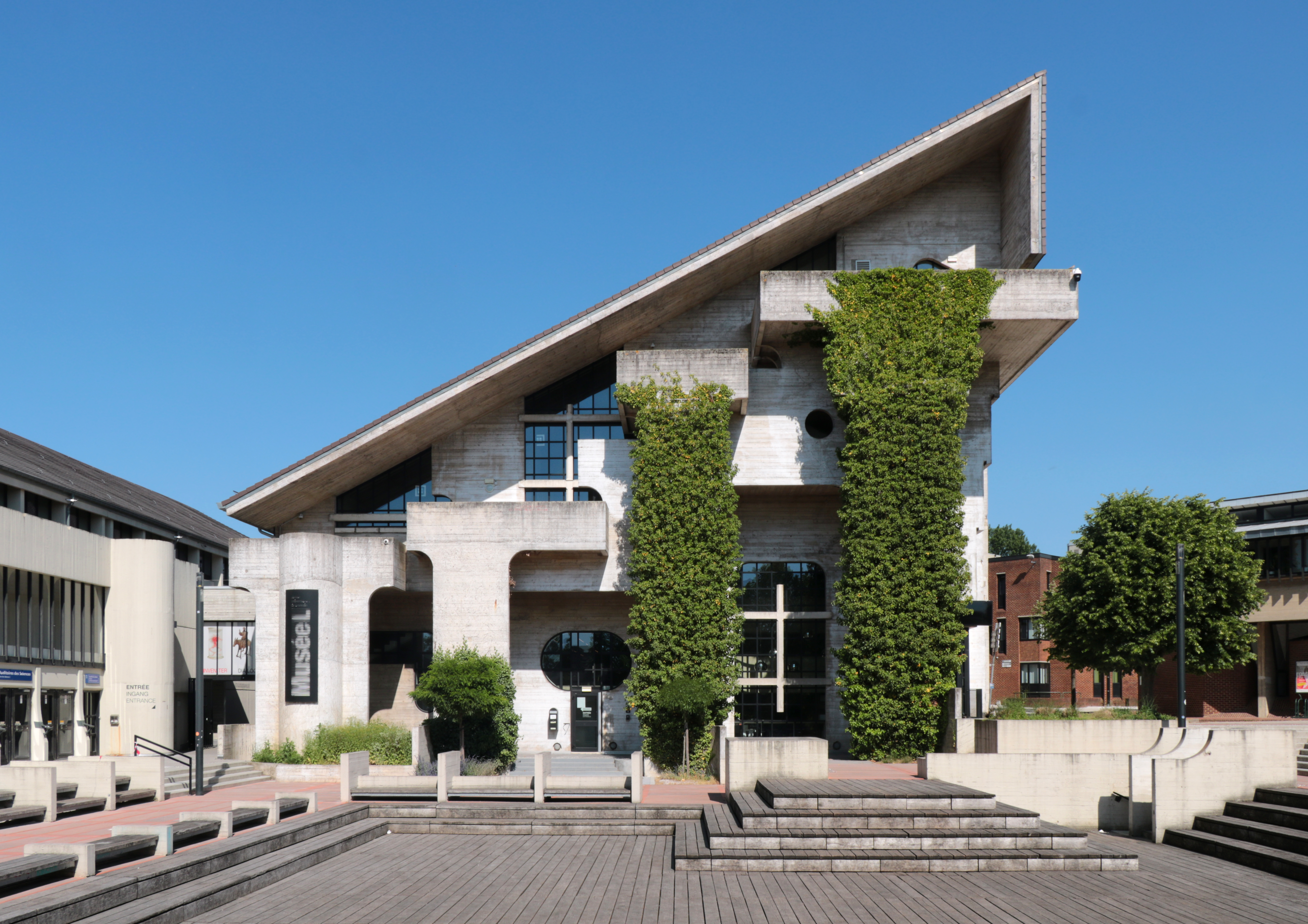
L'ancienne bibliothèque des Sciences qui abrite depuis 2017 le Musée L, nouvelle mouture du « Musée de Louvain-la-Neuve ».

Louvain-la-Neuve innove en 1979 grâce au professeur Ignace Vandevivere qui convainc les autorités académiques de construire un musée.
Le musée de l'Institut supérieur d'archéologie et d'histoire de l'art, dit « Musée de Louvain-la-Neuve », est inauguré le 22 novembre 1979 au sein de la Faculté de philosophie et lettres au collège Érasme (no 1 place Blaise Pascal),.
Il est basé sur les collections de l'Institut supérieur d'archéologie et d'histoire de l'art, mais présente également des œuvres de Jo Delahaut ainsi que des sculptures de Félix Roulin présentées en plein air, dont les déchirures de métal laissent voir des bribes de corps humains.
Le musée est alors un des seuls musées universitaires de Belgique ouvert au public et dispose d'un espace de 1 000 m2 dans l'enceinte de la faculté de philo et lettres. 
En 1990-1996, 2000-2003 et 2006-2011, trois projets visent à remplacer ce musée par un nouveau musée situé dans les environs du lac de Louvain-la-Neuve mais tous trois avortent,,.  
Ce n'est finalement qu'en 2017 que le musée déménage vers l'ancienne bibliothèque des Sciences, édifice de style brutaliste édifié par l'architecte André Jacqmain en 1970-1975,, entièrement rénové de 2015 à 2017 pour devenir le « Musée L ».

### Visite du pape en 1985

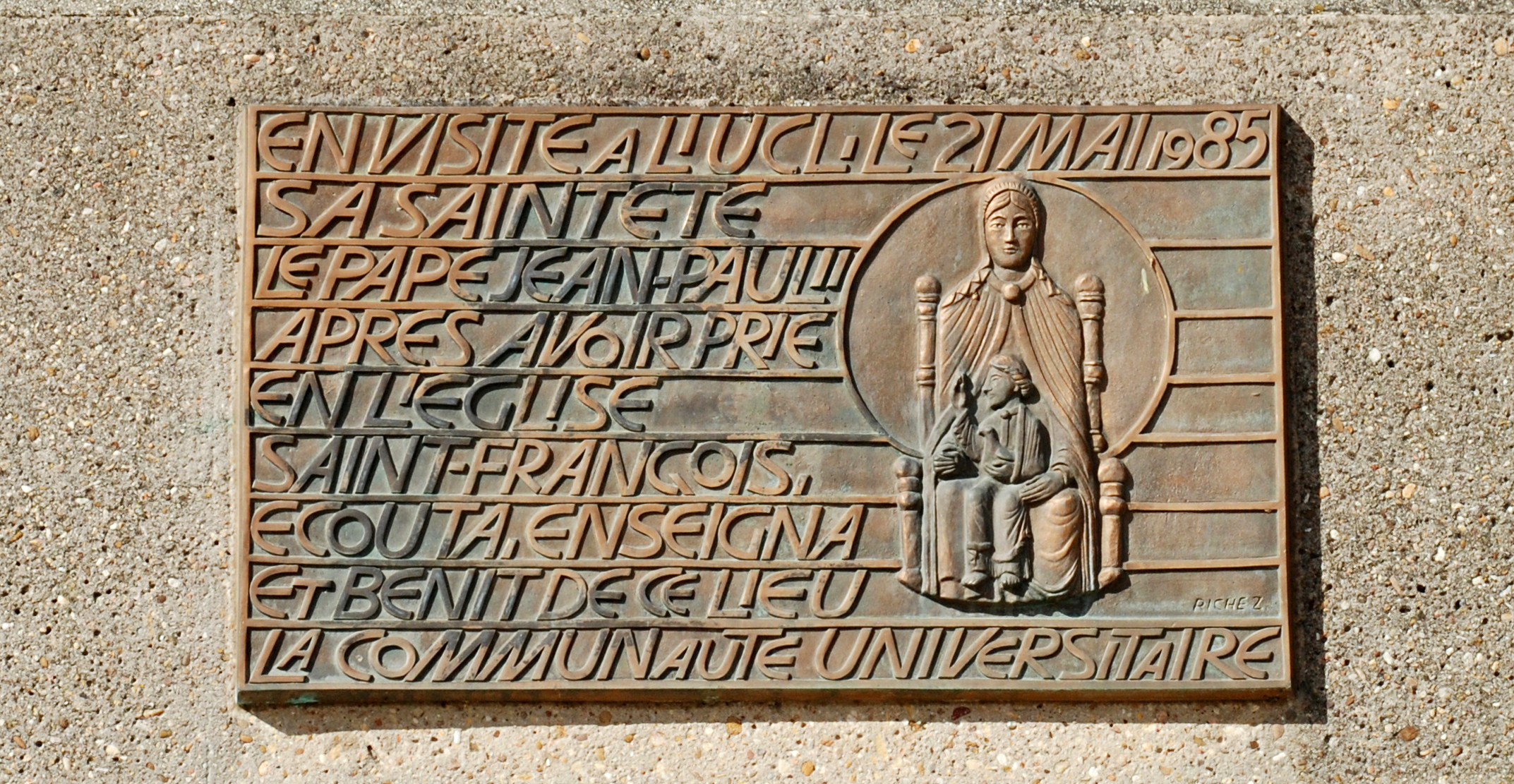
Plaque commémorative apposée sur la façade du collège Albert Descamps.

Durant les 26 années de son pontificat, le pape Jean-Paul II s'est rendu à deux reprises en Belgique,. 
La première visite se déroule du 16 au 21 mai 1985 et mène le souverain pontife à Bruxelles le 16 mai, à Anvers, Ypres et Gand le 17 mai, à Malines, Beauraing et Namur le 18 mai, à Bruxelles, Namur, Laeken et Liège le 19 mai, à Louvain le 20 mai et enfin à Louvain-la-Neuve et à Banneux le 21 mai,.
Arrivé en hélicoptère sur le pont où le boulevard de Lauzelle enjambe la « Nationale 238 » (appelé depuis le « pont du pape »), Jean-Paul II se rend d'abord en l'église Saint-François (inaugurée peu de temps auparavant, en 1984) où il se recueille, s'entretient avec les responsables de la paroisse et bénit la nouvelle statue de la Sedes Sapientiae, emblème de l'Université. 
Il se rend ensuite dans le patio du Collège Érasme  (donc de la Faculté de philosophie et lettres), où l'attendent des représentants de l'ensemble de la communauté universitaire, avant de rejoindre la Grand-Place où il est accueilli par le recteur de l'Université catholique de Louvain Mgr Édouard Massaux et prononce un discours en présence de 30 000 personnes.
Le pape rejoint ensuite son hélicoptère et redécolle de cet endroit appelé « pont du Pape » par décision du Conseil communal de la Ville d'Ottignies-Louvain-la-Neuve en date du 3 septembre 1985.
En souvenir de cette visite apostolique, deux plaques commémoratives furent installées, l'une au « Pont du Pape », précisément, et l'autre à la « Grand-Place », sur la façade de la Faculté de théologie (Collège Albert Descamps).

## Statut patrimonial
L'ensemble formé par le Collège Descamps et le Collège Érasme figure à l'Inventaire du patrimoine immobilier culturel de la Wallonie sous la référence 25121-INV-0083-01.

## Architecture

### Disposition générale
Les bâtiments qui constituent le Collège Érasme se répartissent sur la place Blaise Pascal (dont il occupe trois des quatre côtés) et sur la place Cardinal Mercier (dont il occupe les côtés sud et ouest). 

### Place Blaise Pascal
Le Collège occupe trois des quatre côtés de la place Blaise Pascal, le côté oriental étant fermé par le Collège Albert Descamps, dont la façade principale donne sur la Grand-Place de Louvain-la-Neuve.
La silhouette de l'aile occidentale de la place Blaise Pascal (qui abritait jadis le « Musée de Louvain-la-Neuve ») est marquée par une galerie en encorbellement faite de cinq baies vitrées terminées en arc en mitre (ou arc en bâtière). Cette galerie en béton est portée par trois piliers en béton blanc ornées de larges chapiteaux stylisés de forme triangulaire.
Au sud et au nord de la place Blaise Pascal, le Collège Érasme présente deux ailes symétriques de quatre niveaux. Le deuxième et le troisième étages font légèrement saillie et sont portés par les grands chapiteaux triangulaires de colonnes en béton blanc identiques à celle qui portent la galerie occidentale.

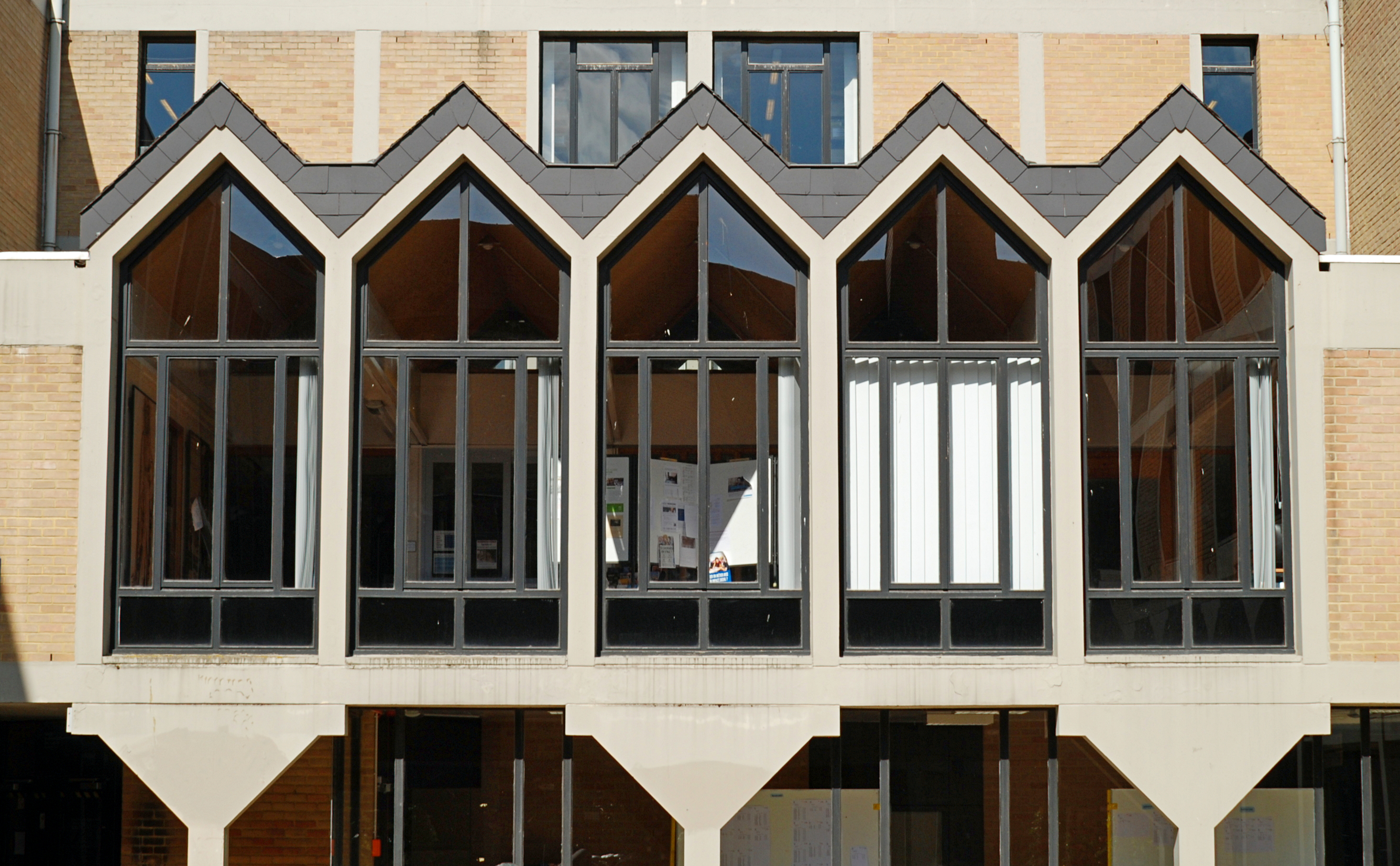
Galerie en encorbellement.
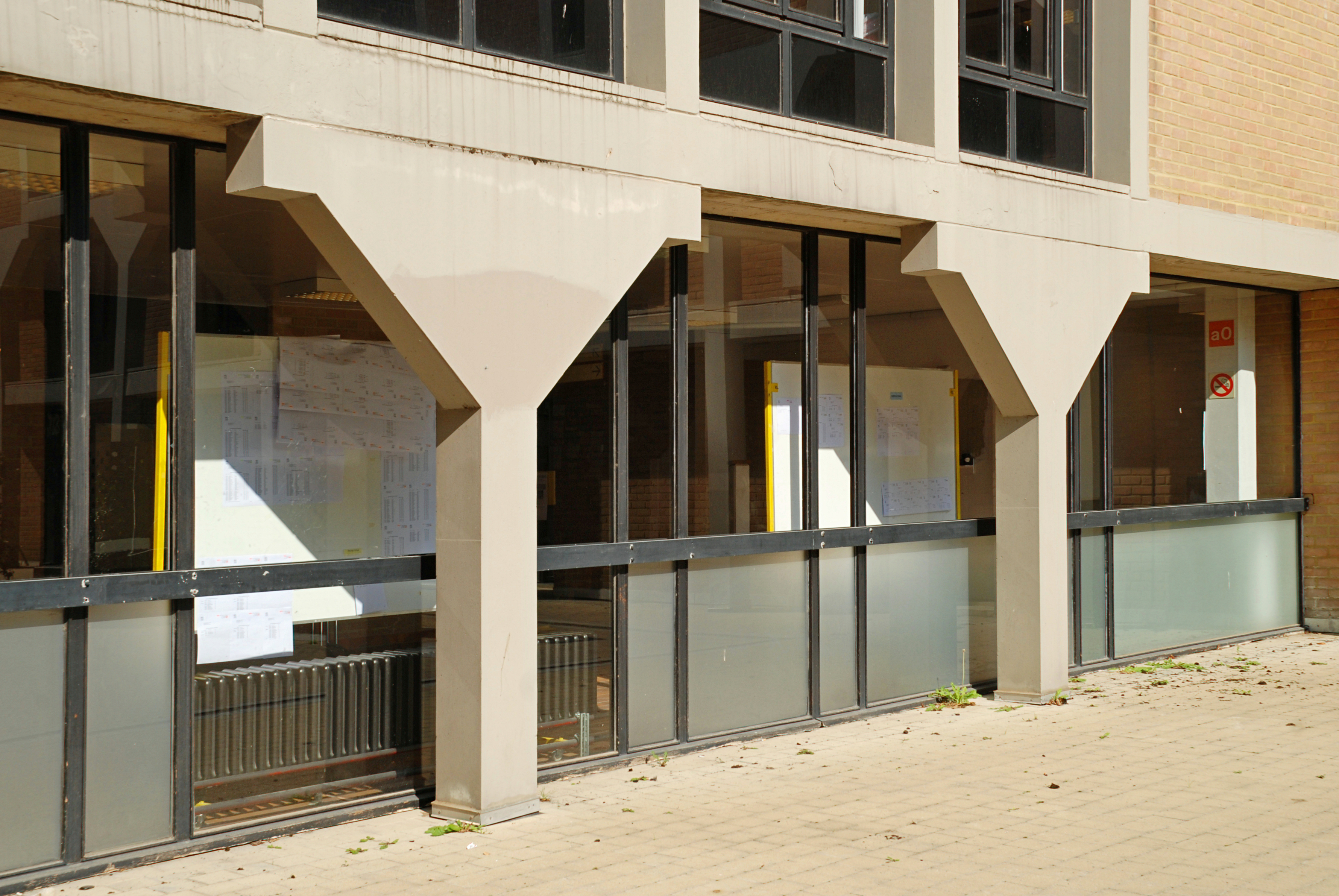
Colonnes de béton blanc soutenant la galerie.
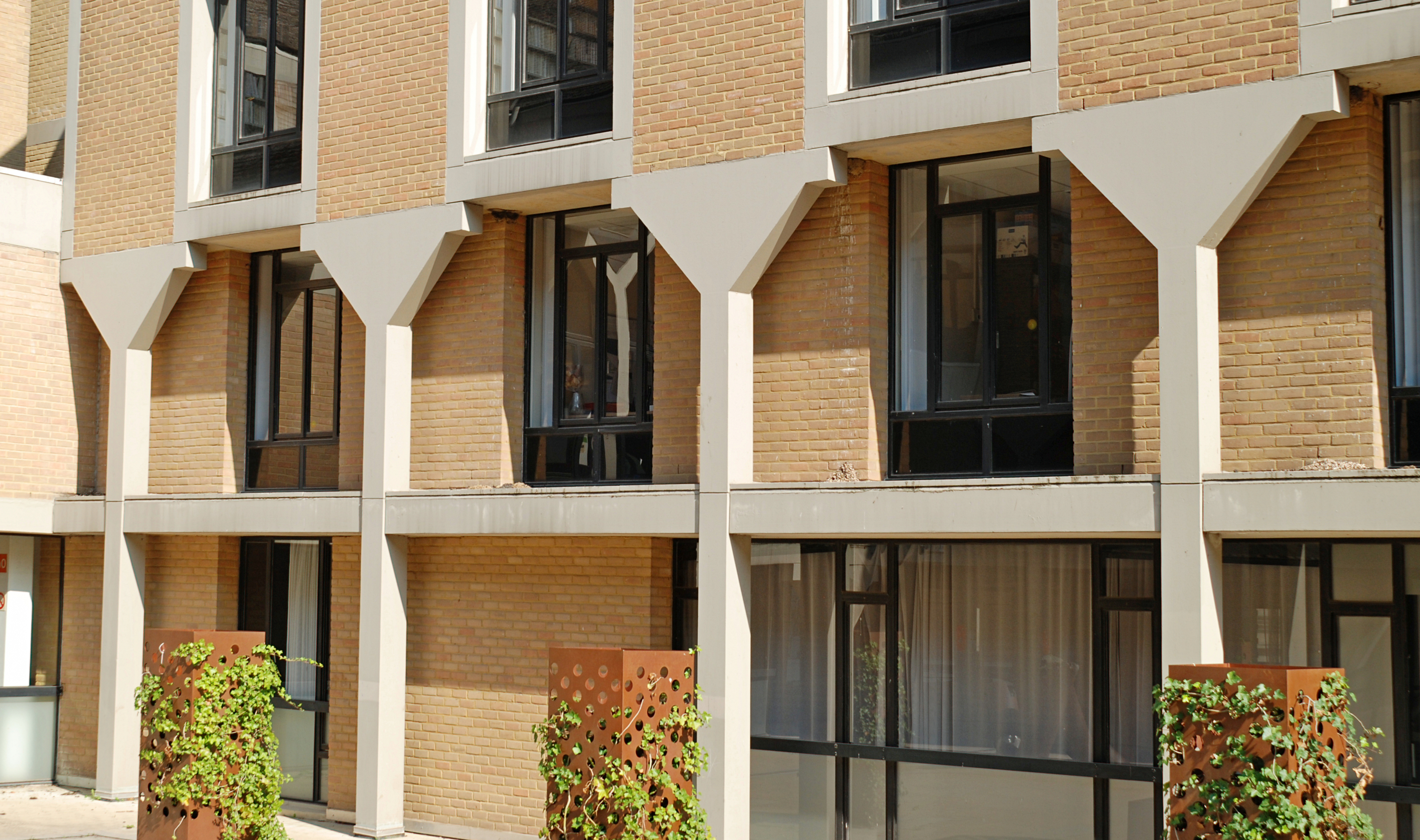
Colonnes de béton blanc de la façade latérale droite.

### Place Cardinal Mercier
Le Collège Érasme occupe également les côtés sud et ouest de la place Cardinal Mercier.
L'aile qui occupe le côté ouest de la place présente quatre niveaux. Le rez-de-chaussée est constituée d'une galerie couverte dont le mur du fond présente un appareillage où une brique sur deux fait saillie. Le premier étage, en saillie au-dessus de la galerie, est porté par quatre puissantes colonnes en béton blanc dont les larges chapiteaux triangulaires sont percés chacun d'un oculus. Le deuxième étage, en saillie par rapport au premier, est soutenu à son tour par huit colonnes plus petites, également terminées par des chapiteaux triangulaires.
Le dernier niveau est constitué d'une toiture d'ardoises percé de cinq grandes lucarnes, dont les fenêtres répondent à celles des premier et deuxième étages.
À gauche, près de l'entrée, la façade sud arbore une petite plaque « 1979 » qui atteste de l'année de construction du Collège Érasme.

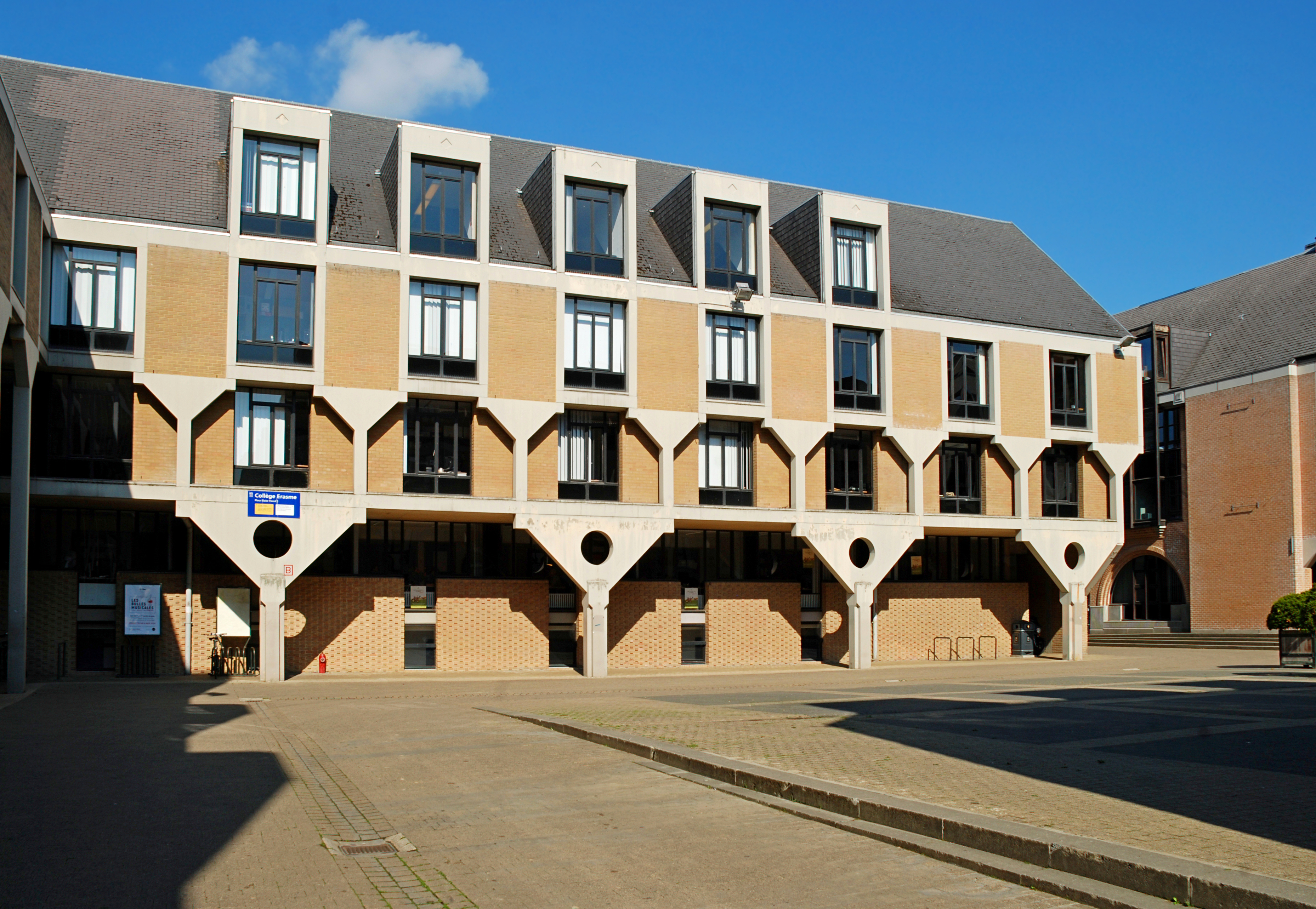
Côté ouest de la place Cardinal Mercier.
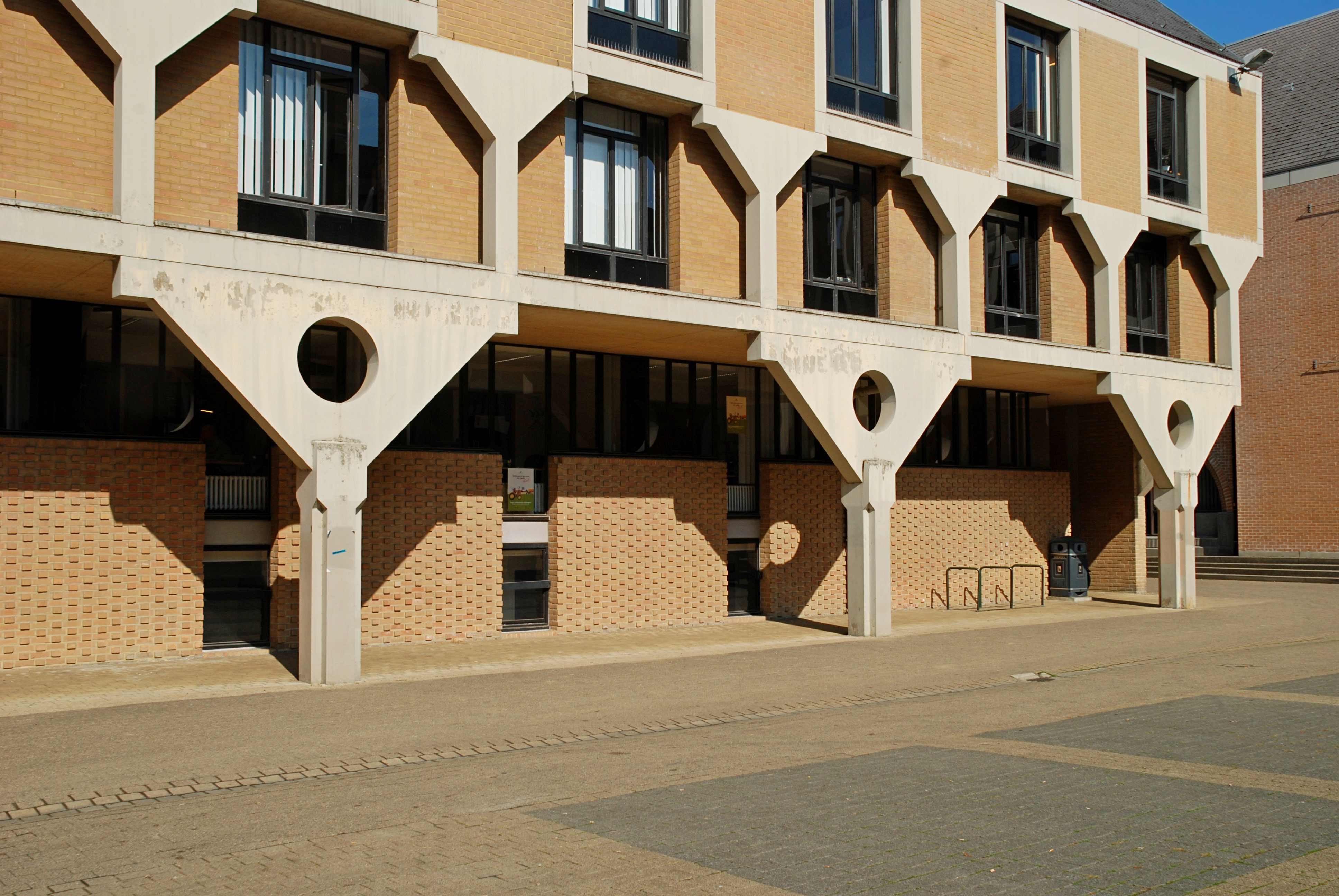
Colonnes de béton blanc soutenant l'étage.
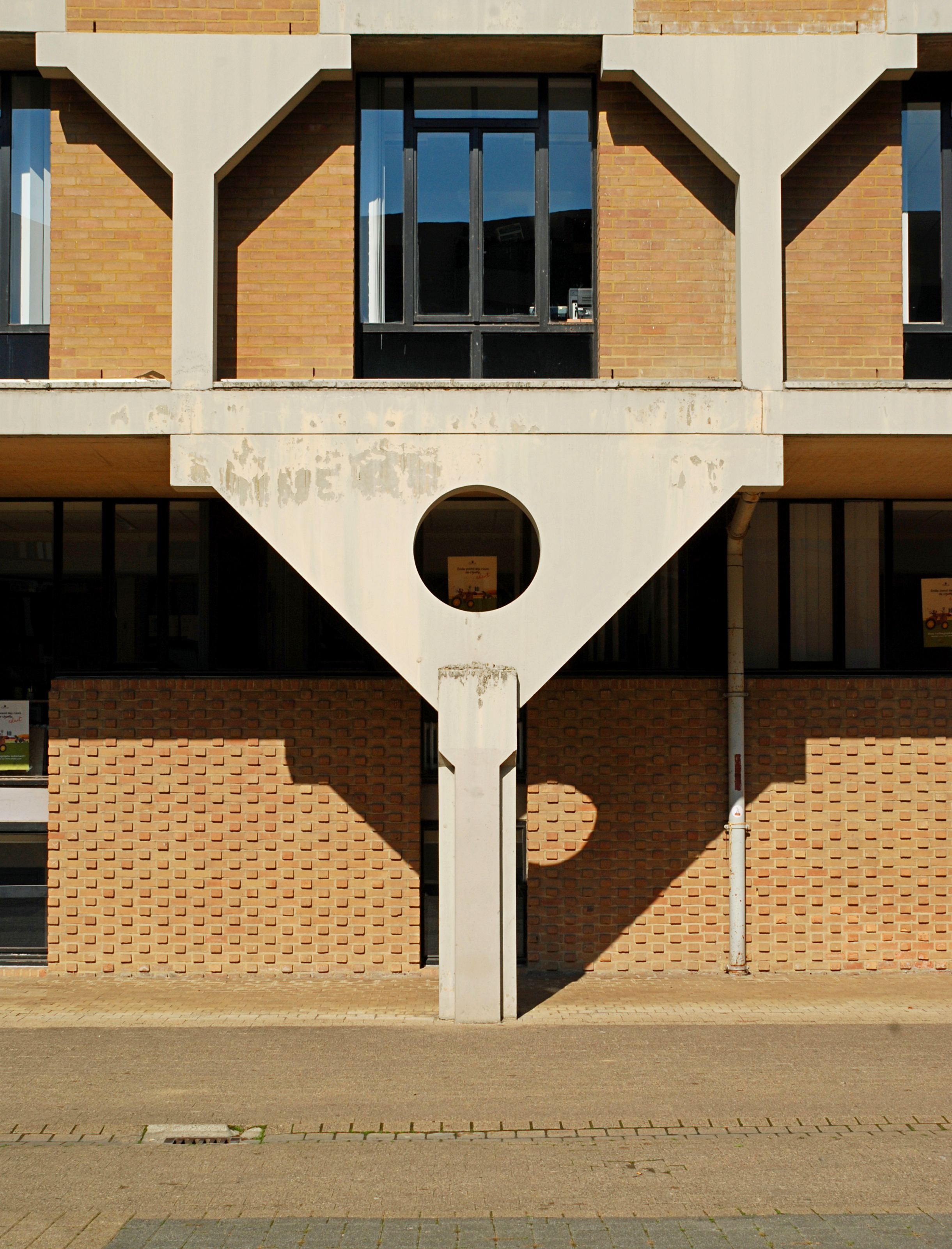
Colonne au chapiteau triangulaire percé d'un oculus.

## Art public

### Art public sur la place Blaise Pascal

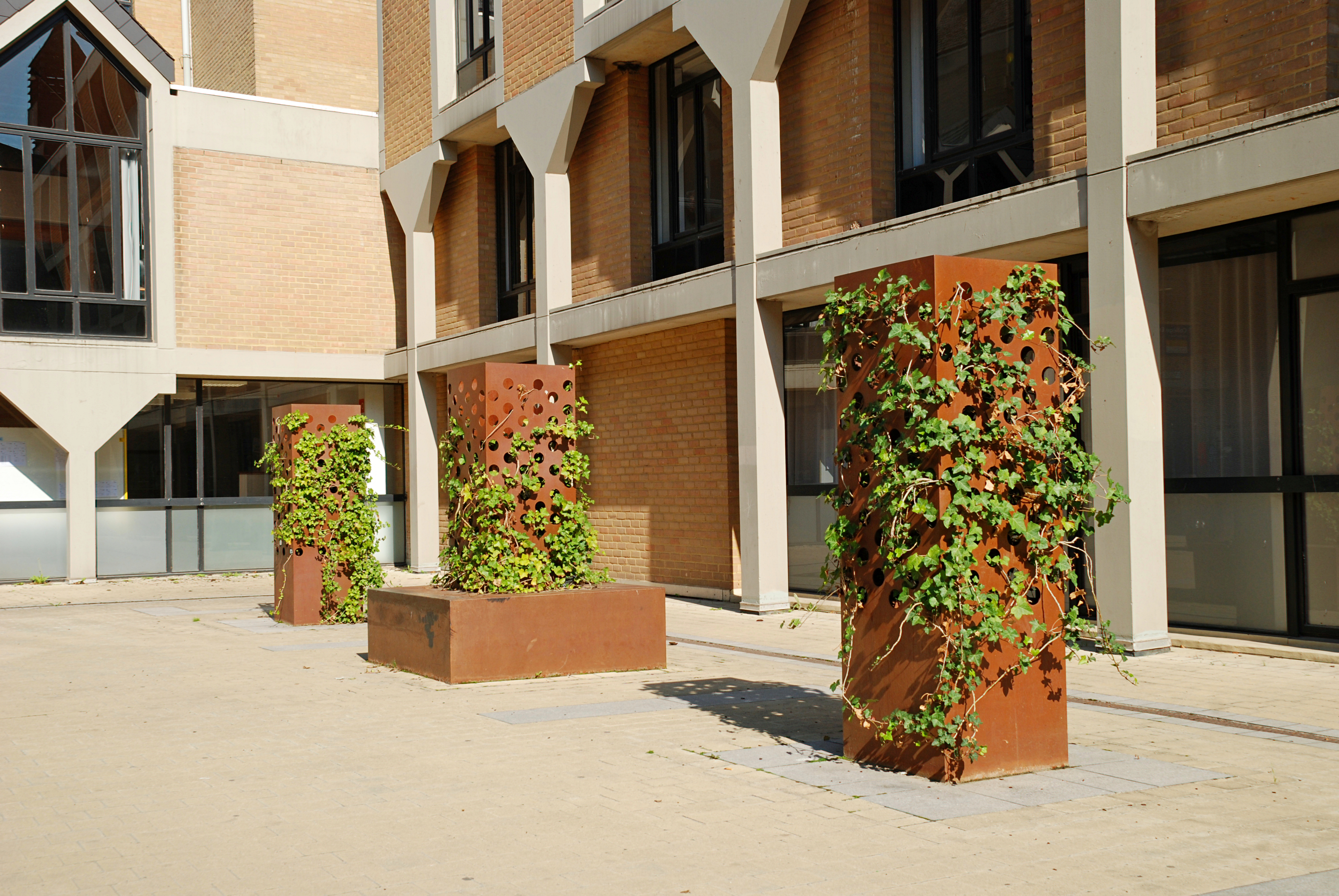
Piliers en métal.

La place Blaise Pascal présente plusieurs œuvres d'art public.
Au pied de la galerie qui ferme le côté occidental de la place Blaise Pascal se dresse une sculpture réalisé par Félix Roulin en 1976 et présentée en plein air sur la place depuis 1980,,. Don de l'artiste au Musée de Louvain, cette sculpture en acier Corten et en bronze, présente des déchirures de métal qui laissent voir des bribes de corps humains. Selon l'ouvrage L'art dans la ville - Promenades à Ottignies-Louvain-la-Neuve de Christophe Dosogne et Wivine de Traux « Un pied, une main, la courbe d'un dos ou d'un sein émergent d'un pilier d'acier désarticulé (…) Partiellement ensevelis, ils figurent les modulations fragmentées du souvenir (…) L'artiste fait référence aux sculptures de la Grèce antique ou de l'Égypte ancienne dont ne subsistent que des morceaux. ». Cette œuvre, conçue en même temps que l'ensemble réalisé par Félix Roulin à la station de métro Thieffry à Bruxelles, fut, d'après Dosogne et de Traux, l'élément déclencheur de l'œuvre importante destinée à la place Pierre de Coubertin, Hommage au corps en douze fragments, attitudes et mouvements.
Devant les deux ailes latérales du Collège Érasme, la place Blaise Pascal est ornée de sculptures constituées de piliers carrés en métal, percées de trous et agrémentées de lierre grimpant. 

Sculpture de Félix Roulin sur la place Blaise Pascal
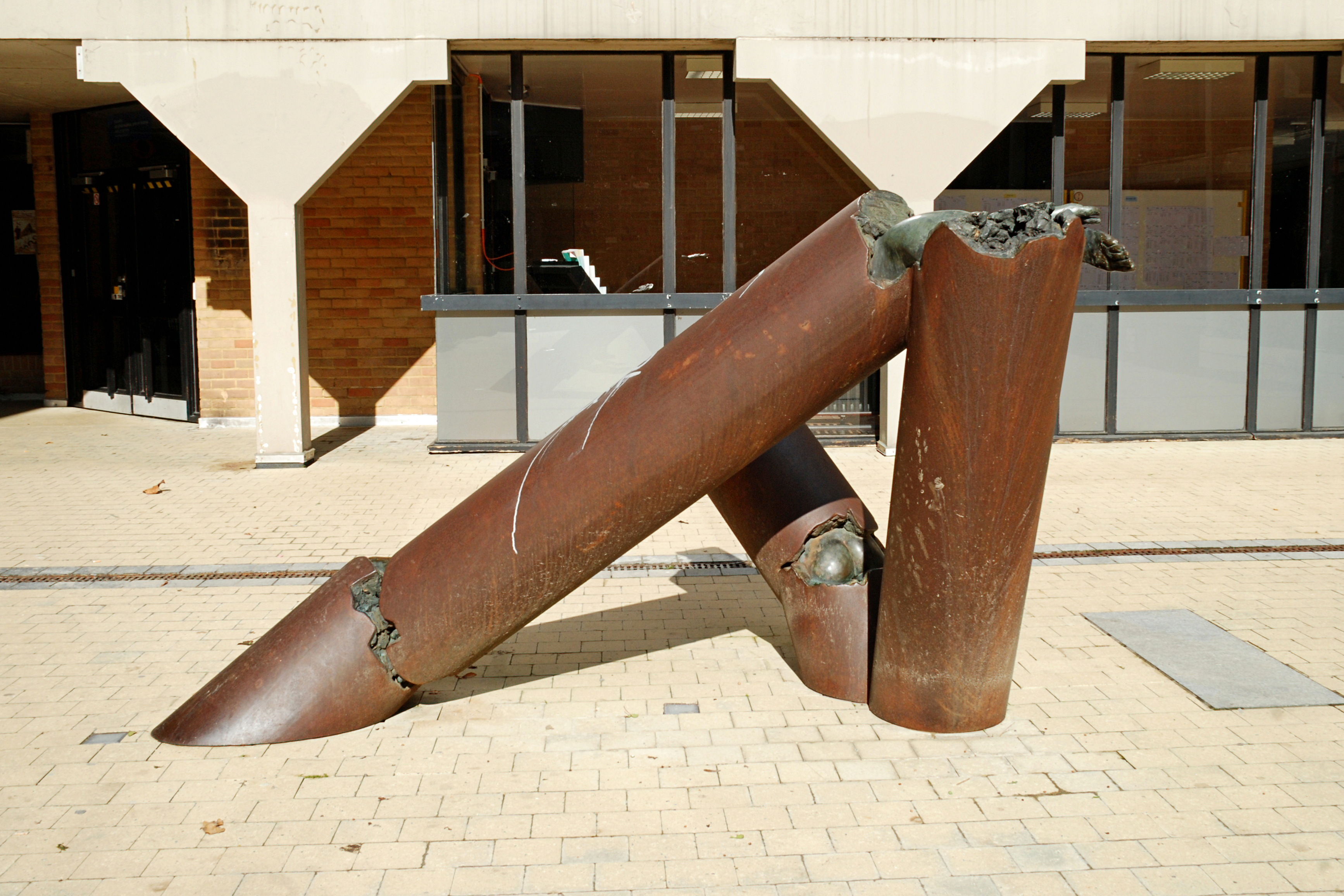
Vue générale.
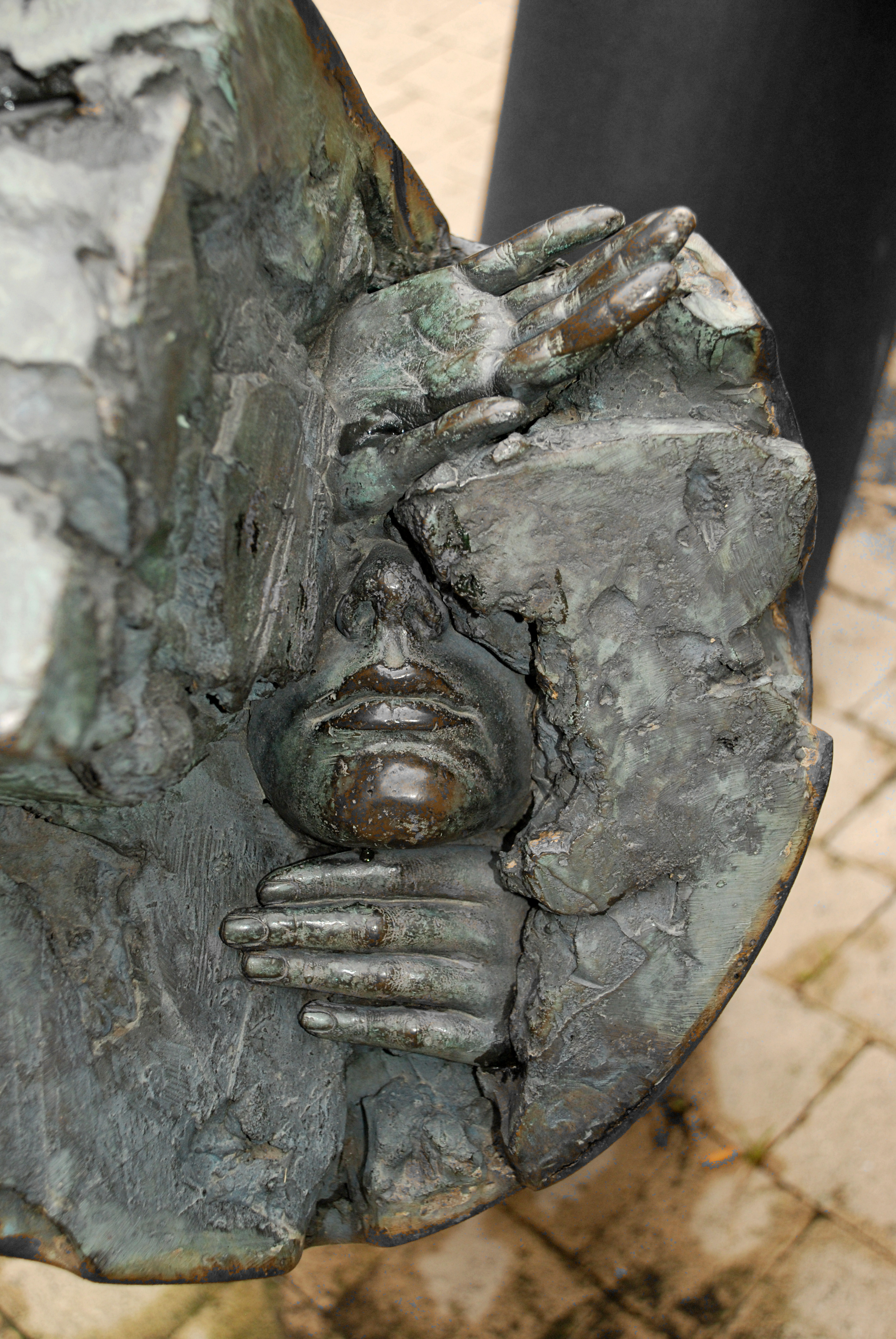
Visage.
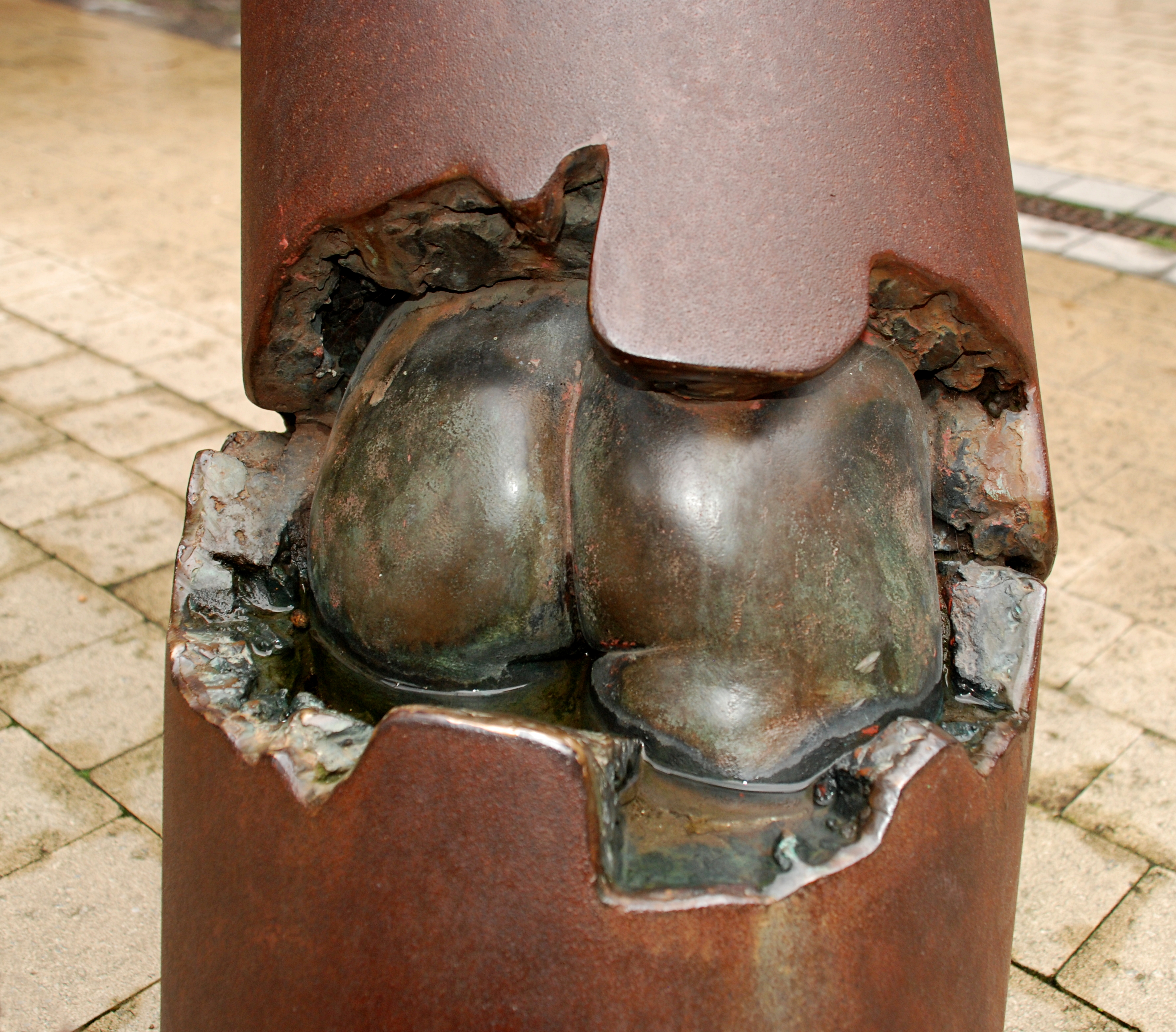
Postérieur.

### Art public sur le mur de soubassement du Collège Érasme
Une peinture murale intitulée les Racines vivantes décorait jadis le mur de soubassement du Collège Érasme, côté sud, face au lac.
Cette œuvre, installée dans le cadre de la 6e Biennale d'art contemporain de Louvain-la-Neuve en mai-juin 2007, consistait en quatre grandes racines orange de 5 m de profondeur peintes par Paul Neeffs sur le mur de soubassement en béton pour prolonger les pilastres du Collège Érasme.
Selon Wivinne de Traux, critique d'art et co-rédactrice de l'ouvrage L'art dans la ville - Promenades à Ottignies-Louvain-la-Neuve : « Cela donne du sens, interroge le sens d'une ville comme LLN. Ce sont les racines que la ville se cherche encore, qu'elle est en train de se retrouver. C'est une référence au passé, à l'histoire de la ville et à son devenir… »
.
Mais cette peinture murale a été recouverte par des fresques du collectif de graffeurs « Art Osons » lors du Kosmopolite Art Tour 2015, qui ont elles-mêmes disparu à la suite de la construction du Resort Urbain Agora (2015-2018), mais que l'on peut encore apercevoir sur le portfolio de photos présenté sur le site Spraymiummagazine.

### Art public dans les environs du Collège Érasme
La rue Cardinal Mercier, qui relie la Grand-Place à la place Blaise Pascal et à la place Cardinal Mercier, abrite une sculpture intitulée Fontaine aux masques et réalisée par Jean Willame en 1981,,. Cette fontaine sans eau, marquée de stries verticales, est faite de blocs de pierre superposés dont l'un porte trois visages humains schématisés qui disent l'inquiétude et le questionnement de l'être.
Sur la place Cardinal Mercier se dresse La Fleur de la liberté, une sculpture en aluminium, acier et béton haute de 3,80 m, réalisée en 1989 par Jacques Moeschal,. Selon l'ouvrage L'art dans la ville - Promenades à Ottignies-Louvain-la-Neuve « La Fleur de la liberté semble fraîchement éclose, déjà victorieuse de toutes les luttes, comme un signe d'espérance en des jours meilleurs ».

Sculptures dans les environs du Collège Érasme
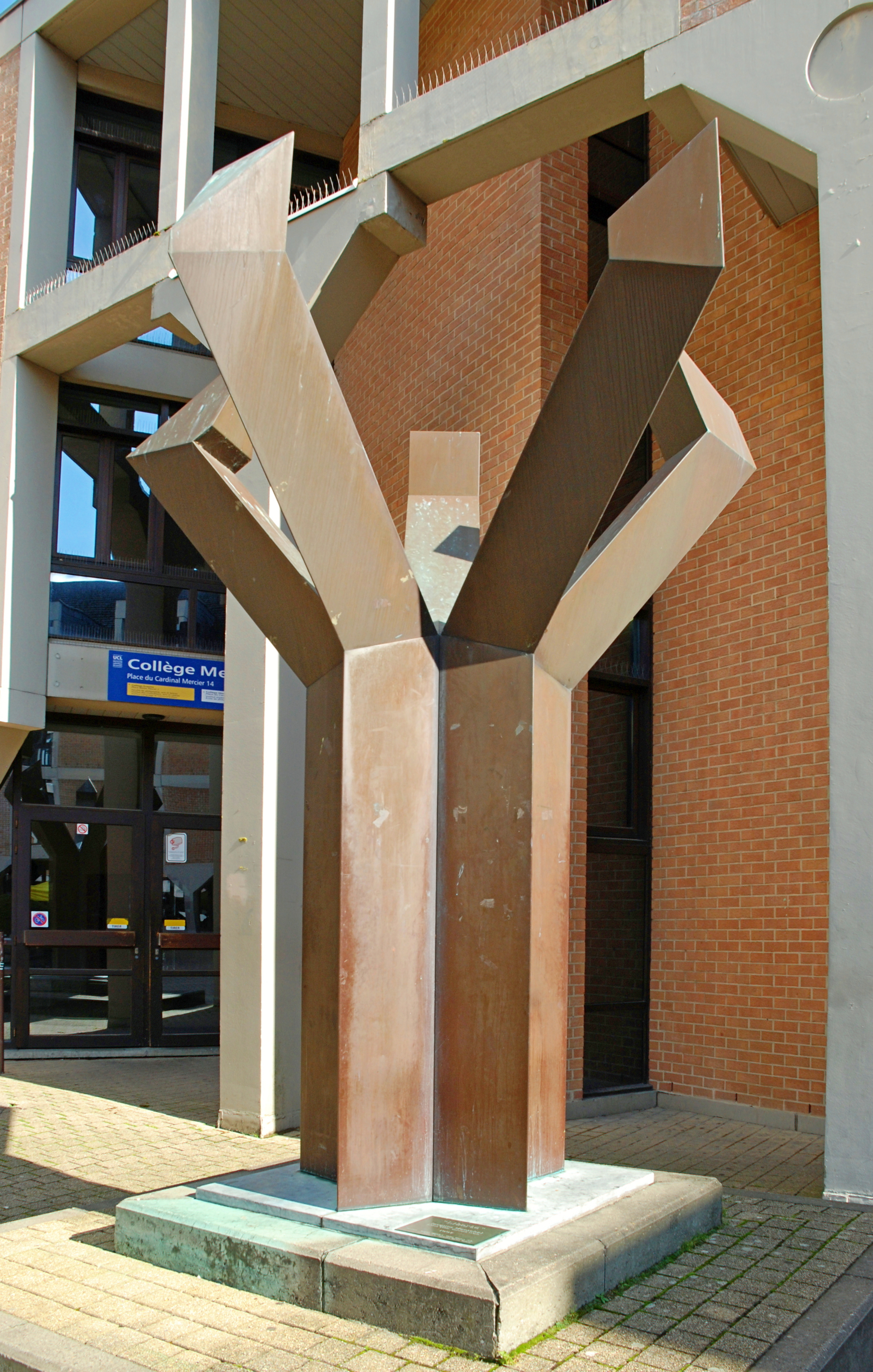
La Fleur de la liberté (Jacques Moeschal 1989).
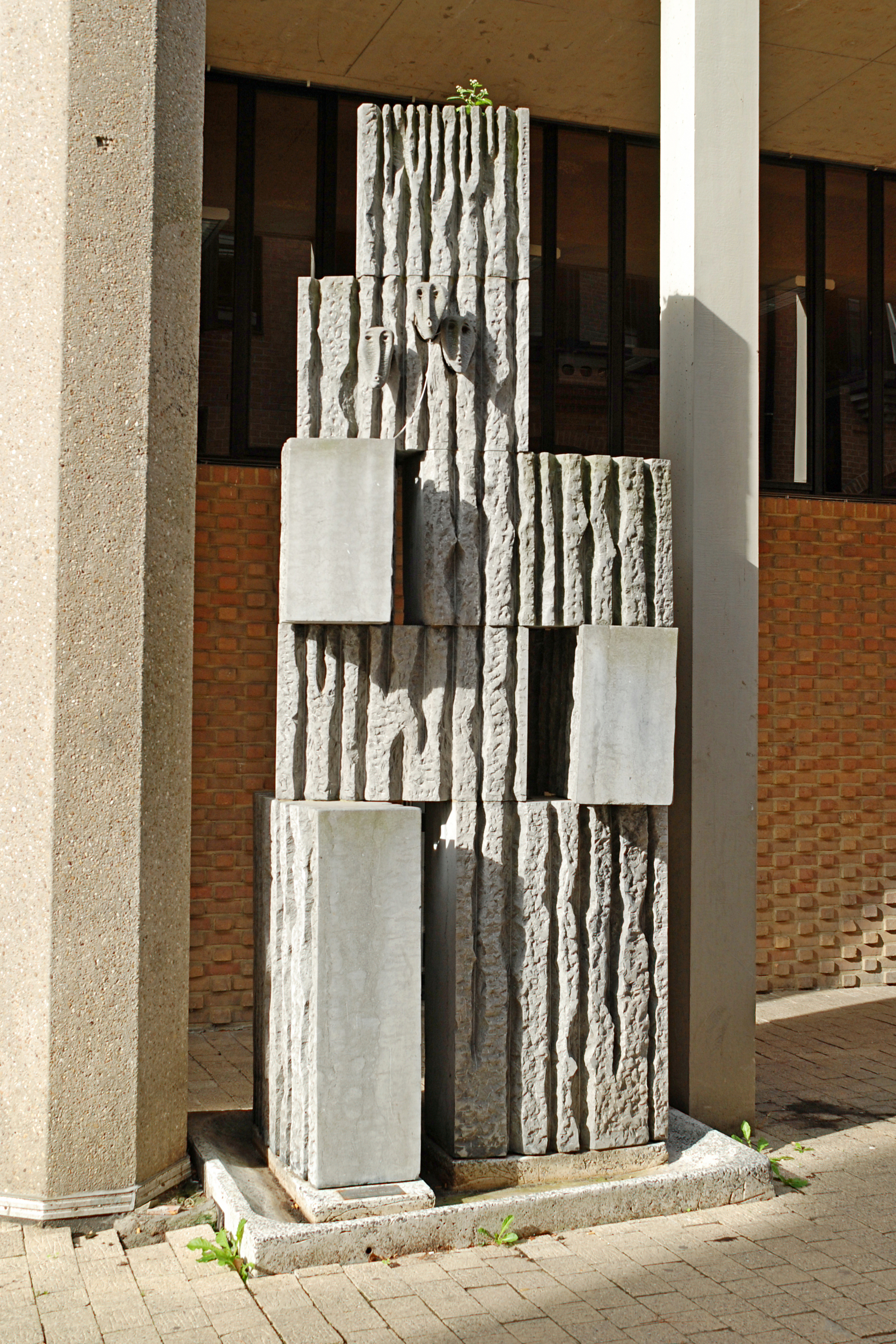
Fontaine aux masques (Jean Willame 1981).
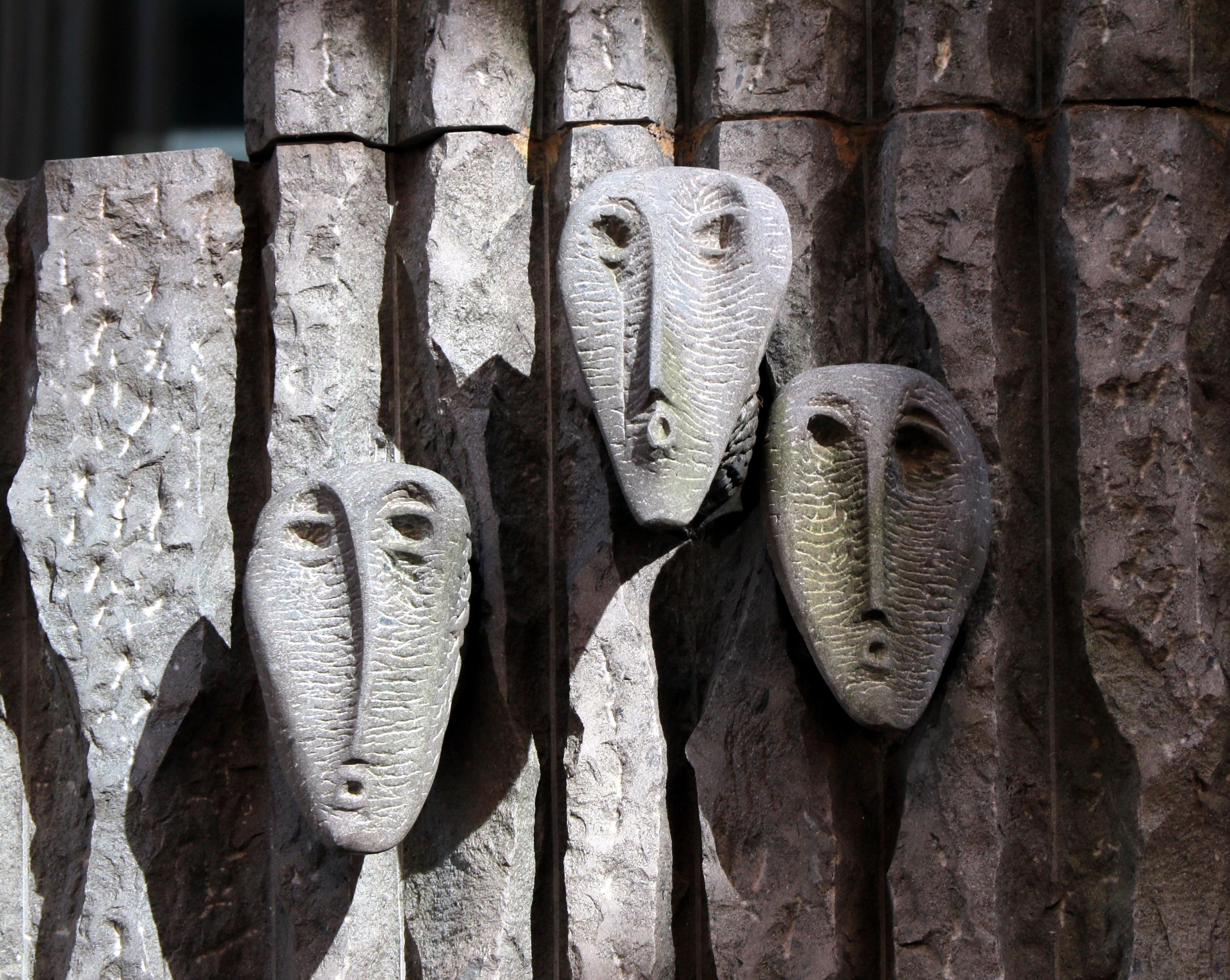
Fontaine aux masques (détail).